# Heteragrion rubrifulvum
Heteragrion rubrifulvum – gatunek ważki z rodziny Heteragrionidae. Występuje na terenie Ameryki Środkowej.